# Clausicella molitor
Clausicella molitor är en tvåvingeart som först beskrevs av Christian Rudolph Wilhelm Wiedemann 1824.  Clausicella molitor ingår i släktet Clausicella och familjen parasitflugor. Inga underarter finns listade i Catalogue of Life.